# خواب جنسی
خواب جنسی (به انگلیسی: Sexsomnia, Sleep sex) که با عنوان رابطه جنسی در خواب نیز شناخته می‌شود، شکل مشخصی از خواب‌پریشی یا یک فعالیت غیرعادی است که در هنگام خواب رخ می‌دهد. خواب جنسی با انجام اعمال جنسی در هنگام خواب غیرسریع چشم (حرکت آرام چشم در خواب) مشخص می‌شود. رفتارهای جنسی ناشی از خواب جنسی را نباید با رفتارهای جنسی عادی شبانه که در طول خواب NREM رخ نمی‌دهند، اشتباه گرفت. رفتارهای جنسی که در طول خواب طبیعی تلقی می‌شوند و با تحقیقات و مستندات گسترده همراه هستند عبارتند از گسیل شبانه، نعوظ شبانه و ارگاسم در خواب.
خواب جنسی می‌تواند در فردی با دیگر اختلال‌های مرتبط با خواب از قبل وجود داشته باشد.
خواب جنسی اغلب در مردان در سنین نوجوانی تشخیص داده می‌شود.
در برخی موارد، تشخیص پزشکی خواب جنسی به عنوان دفاع کیفری در دادگاه برای موارد تعرض جنسی و تجاوز جنسی مورد استفاده قرار گرفته‌است.